# Belzutifan
| Pharmakologische Daten     | Pharmakologische Daten                    |
| -------------------------- | ----------------------------------------- |
| Verabreichungsweg          | Oral (Einnahme)                           |
| Bioverfügbarkeit           | 64 %                                      |
| Plasmaeiweißbindung        | 45 %                                      |
| Maximaler Plasmaspiegel    | Nach 1–2 Stunden (nach einmaliger Gabe)   |
| Erreichen des Steady-State | Nach 3 Tagen                              |
| Halbwertzeit               | 14 Stunden                                |
| Metabolisierung            | Hepatisch, vorwiegend UGT2B17 und CYP2C19 |
| Ausscheidung               | Urin, Fäzes                               |

Belzutifan ist ein Arzneistoff aus der Gruppe der Antineoplastika. Unter dem Namen Welireg (Hersteller: Merck Sharp & Dohme) wurde er im August 2021 in den USA zur Behandlung von Tumoren, die mit dem Von-Hippel-Lindau-Syndrom (VHL-Syndrom) assoziiert sind, zugelassen. Das VHL-Syndrom ist eine seltene Erbkrankheit, bei der es zu verschiedenen Krebserkrankungen kommen kann. Es folgten Zulassungserweiterungen zur Behandlung von fortgeschrittenem Nierenkrebs und weiterer Tumoren. Die Verabreichung erfolgt oral (Einnahme).

## Wirkungsmechanismus
Belzutifan hemmt direkt und selektiv den Hypoxie-induzierbaren Faktor in der Isoform 2α (HIF-2α). HIF-2α ist ein Transkriptionsfaktor, der die Versorgung der Zelle mit Sauerstoff reguliert. Bei normaler Sauerstoffversorgung wird er über das Von-Hippel-Lindau-Tumorsuppressor-Protein (pVHL) abgebaut. Bei einem Sauerstoffmangel hingegen reichert sich HIF-2α im Zytoplasma an und transloziert anschließend in den Zellkern. Dort dimerisiert HIF-2α mit der Untereinheit HIF-1β (auch: ARNT, Aryl hydrocarbon receptor nuclear translocator). Das resultierende Dimer aktiviert verschiedene Gene (HRE, hypoxia response element), die u. a. die Angiogenese, die Erythropoese, den Glukosemetabolismus und die Zellproliferation steigern, um dem Sauerstoffmangel entgegenzuwirken.
Auch bei einem krankhaften Mangel an funktionalem pVLH – wie er beim VHL-Syndrom oder beim klarzelligen Nierenzellkarzinom besteht – wird HRE aktiviert. Durch die Hemmung von HIF-2α wird dessen Dimerisierung mit HIF-1β blockiert und die Ziel-Gene können nicht mehr aktiviert werden. Dadurch kommt es zu einer Hemmung des Tumorwachstums.
Belzutifan ist der erste zur Marktreife gebrachte HIF-2α-Inhibitor („first in class“) und die erste systemische Therapieoption zur Behandlung VHL-assoziierter Tumoren.

## Medizinische Verwendung

### Anwendungsgebiet
Das Anwendungsgebiet umfasst die Monotherapie des VHL-Syndroms bei Erwachsenen, die eine Therapie für assoziierte lokale Nierenzellkarzinome, Hämangioblastome des Zentralnervensystems oder neuroendokrine Pankreastumoren (pNET) benötigen und für die lokale Therapien ungeeignet sind. Ein weiteres Anwendungsgebiet ist die Behandlung des fortgeschrittenen klarzelligen Nierenzellkarzinoms (RCC) bei Erwachsenen, wenn die Erkrankung nach zwei oder mehreren Therapien fortgeschritten ist. In den USA ist darüber hinaus seit Mai 2025 die Behandlung von inoperablem oder metastasierendem Phäochromozytom oder Paragangliom (PPGL) bei Patienten ab 12 Jahren zugelassen.

### Nebenwirkungen und Anwendungsbeschränkungen
Die häufigsten Nebenwirkungen bei Behandlung mit Belzutifan waren Anämie, Ermüdung/Fatigue, Übelkeit, Atemnot (Dyspnoe), Schwindelgefühl und Sauerstoffmangel (Hypoxie). Belzutifan ist embryotoxisch und darf nicht in der Schwangerschaft angewendet werden. Die Einnahme von Belzutifan kann die Wirksamkeit hormoneller Kontrazeptiva verringern. Patientinnen müssen während der Behandlung mit Belzutifan eine nicht-hormonelle Verhütungsmethode einsetzen.

### Klinische Prüfung
Die Wirksamkeit von Belzutifan bei fortgeschrittenem Nierenzellkarzinom (RCC) wurde in der offenen, randomisierten, kontrollierten klinischen Phase-3-Studie LITESPARK-005 untersucht, in der Belzutifan bei 746 Patienten mit dem mTOR-Inhibitor Everolimus verglichen wurde.
Die Wirksamkeit bei Patienten mit VHL-assoziierten Tumoren wurde in der Studie LITESPARK-004, einer offenen klinischen Phase-2-Studie an 61 Patienten untersucht, die mindestens einen soliden Tumor in der Niere oder andere VHL-Syndrom assoziierte Tumoren – wie Hämangioblastome des Zentralnervensystems (ZNS) und neuroendokrine Pankreastumoren (pNET) – hatten und die nicht sofort operiert werden mussten.
Die Zulassung zur Behandlung von Phäochromozytom oder Paragangliom basiert auf den Ergebnissen der offenen Multikohorten-Studie LITESPARK-015 mit 72 Patienten.

## Handelsnamen und Zulassung
Welireg (Merck Sharp & Dohme):
 2021,
 2022,
 2022,
 2022,
 2024,
 2025